# Susan Waffa-Ogoo
Susan Waffa-Ogoo, née le 4 octobre 1960, est une femme politique gambienne. Bibliothécaire avant d'entrer en politique, elle est nommée au gouvernement après le coup d'État de 1994 puis occupe un certain nombre de postes sous la présidence de Yahya Jammeh. Elle est notamment représentante permanente de la Gambie auprès des Nations unies de 2008 à 2012 puis ministre des Affaires étrangères de novembre 2012 à octobre 2013.

## Biographie

### Études
Susan Waffa-Ogoo est née à Serekunda, dans une famille Aku. Elle fréquente la St. Joseph's High School, puis commence à travailler comme assistante à la bibliothèque du Yundum College. Elle poursuit ensuite ses études à l'étranger, obtenant un certificat en études de bibliothéconomie et d'information de l'université du Ghana, puis un baccalauréat universitaire ès lettres dans le même domaine à l'université de Loughborough, en Angleterre. Alors qu'elle est en Angleterre, elle travaille à la bibliothèque de la School of Oriental and African Studies. À son retour en Gambie, elle devient bibliothécaire adjointe au Gambia College, ainsi que conférencière à temps partiel.

### Carrière politique
Après le coup d'État de 1994, Susan Waffa-Ogoo est nommé ministre de l'Information et du Tourisme dans le nouveau gouvernement formé par Yahya Jammeh. Elle est l'une des deux seules femmes au cabinet, avec Fatoumata Tambajang (ministre de la Santé).
Elle devient ministre du Tourisme et de la Culture en 1996 puis, à la suite d'un remaniement ministériel en août 2000, elle est nommée ministre des Pêches, des Ressources naturelles et de l'Environnement. Elle revient au portefeuille du tourisme et de la culture en septembre 2004, mais en février 2006, elle est limogée du cabinet et remplacée par Angela Colley (en). Susan Waffa-Ogoo redevient membre du gouvernement en octobre 2006, en tant que ministre du Commerce, de l'Industrie et de l'Emploi, mais est de nouveau limogée en février 2007.
En avril 2008, Susan Waffa-Ogoo est nommée représentante permanente de la Gambie auprès des Nations unies. Elle avait d'abord été nommée haut-commissaire en Inde, mais n'a pas accepté cette nomination avant d'être nommée à l'autre poste. En novembre 2012, elle quitte son poste à l'ONU pour être nommée ministre des Affaires étrangères. Elle est la première femme à occuper cette fonction. Cependant, elle sert moins d'un an, avant d'être renvoyée, après que Yahya Jammeh ait désapprouvé sa gestion d'un conflit avec le département d'État des États-Unis.